# Maneswor
Maneswor (nepalski: मानेश्वाँरा) – gaun wikas samiti w środkowej części Nepalu w strefie Bagmati w dystrykcie Sindhupalchowk. Według nepalskiego spisu powszechnego z 2001 roku liczył on 732 gospodarstw domowych i 3658 mieszkańców (1865 kobiet i 1793 mężczyzn).